# Schonenburg
Schonenburg was een kasteel in het Nederlandse dorp Nieuw-Lekkerland, provincie Zuid-Holland.

## Geschiedenis
Al in de 13e eeuw zou op een donk in het veen sprake zijn van kasteel Schonenburg. Dit kasteel was mogelijk het slot van de heren Van de Lek, die destijds de heerlijkheid van de Lek in leen hadden van de graaf van Holland. De familie Van de Lek had begin 14e eeuw echter geen nakomelingen meer en in 1342 verkocht de Hollandse graaf daarom de heerlijkheid aan Jan II van Polanen. Na protesten van Johan II van Culemborg - wiens moeder Jutta familie was van Van de Lek - en Jan IV van Arkel kregen ook zij een deel van de heerlijkheid in leen. Uiteindelijk werden in 1379 zowel Gerard van Culemborg als Jan III van Polanen gezamenlijk beleend met de heerlijkheid.
Onderdeel van de nalatenschap van de heren Van de Lek was het kasteel, dat echter geen leen was maar een allodiaal goed. Het is mogelijk dat Johan van Culemborg de Schonenburg heeft gebouwd als een teken van macht richting zijn concurrent, de heer van Polanen. In 1371 droeg Johan van Culemborg de Schonenburg in ieder geval op aan de graaf van Kleef, om het van hem direct weer in leen terug te ontvangen.
In 1394 gaf de toenmalige heer van Culemborg het kasteel in 1394 weer in achterleen uit aan Hubert van Mijnden. Het is de vraag of er op dat moment nog sprake was van een kasteel: de belening zou namelijk slechts bestaan uit een hofstede met 13 morgen land. Na Johan van Culemborg volgden nog beleningen aan zijn opvolgers Hubert III in 1395 en aan Johan III in 1423.
In 1426 bestond het goed Schonenburg uit drie boerderijen. De eigenaar gaf zijn bezit toen op middels spadesteking. Pas in 1435 kwam het goed weer in iemands bezit, maar van een kasteel was toen geen sprake meer.
Wat er mogelijk nog restte van het slot Schonenburg is na 1450 gesloopt. De vrijgekomen bakstenen zijn naar verluidt gebruikt om de in 1572 afgebrande kerktoren van Streefkerk mee te herstellen.

## Beschrijving
Over het uiterlijk van het kasteel is niets bekend. In het landschap is alleen de vier meter hoge donk nog zichtbaar, de Schoonenburgse Heuvel, die tot 1277 nog buitendijks lag. Er zijn wel enkele tekeningen van het kasteel, maar die dateren allemaal uit de 18e eeuw en zijn dus ruim na de afbraak van het kasteel gemaakt; ze worden dan ook als fantasie beschouwd.
In 1965 zouden bij kleinschalig archeologisch onderzoek kloostermoppen zijn aangetroffen op de heuvel. In 1992 zijn een bronzen mantelspeld en kistbeslag gevonden.
Abbenbroek · Abspoel · Adegeest · Slot Alkemade ·  Altena · Arkelsburg · Bellesteyn · Huis ten Berghe · Binckhorst · Binnenhof · Blijdestein · Te Blotinghe · Boekenburg · Boekhorst · Boshuysen · Bulgersteyn · Burcht (Leiden) · Burcht (Voorne) · Slot Capelle · Coebel · Cranenburg · Crayestein · Cronesteyn · Crooswijk · Develstein · 't Huys Dever · Dirks Steenhuis · Ter Does · Duivenstein · Duivenvoorde · Endegeest · Endepoel · Foreest · Giessenburg · Gravensteen · Groot Haesebroek · 's Heeraartsberg · Hof van Wateringen · Holy · Slot Honingen · Kasteel van de Heren van Arkel · Kasteel van Gouda · Keenenburg · Kasteel Keukenhof · Klein Poelgeest · Huis te Langerak · Langestein · Huis te Liesveld · Ter Lips · De Loo · Madeburcht · Marenburch · Meerburg · Huis te Merwede · Huis ter Mey · Kasteel van der Meye · Niemandsvriend · Noordeloos · Oud-Berendrecht · Oud-Poelgeest · Oud Teylingen · Paddenpoel · Persijn · Groot Poelgeest · Hof van Putten · Puttensteyn · Landgoed De Raephorst · Kasteel Ravesteyn · Kasteel van Rhoon · Rijnegom · Rijnenburg · Huis te Riviere · Rodenburg · Hofstad Rodenrijs · Rodenrijs · Rosenburgh · Huis Roucoop · Santhorst · Schelluinderberg · Schonenburg · Kasteel van Schoonhoven · Souburgh · Spangen · Starrenburg · Huis ter Specke · Steenvoorde · Stenevelt · Slot Teylingen · Den Toll · Torenvliet · Slot Valckesteyn · Huis ter Waard · Warmont · Ter Weer · Hof van Wena · Kasteel Westerbeek · Huis te Woude · Kasteel van IJsselmonde · 't Zand · Huis Zevender · Kasteel aan de Zevender · Zijlhof · Zonneveld · Huis Zuidwijk · Zwieten